# Oggetti non stellari nella costellazione della Colomba
Principali oggetti non stellari visibili nella costellazione della Colomba.

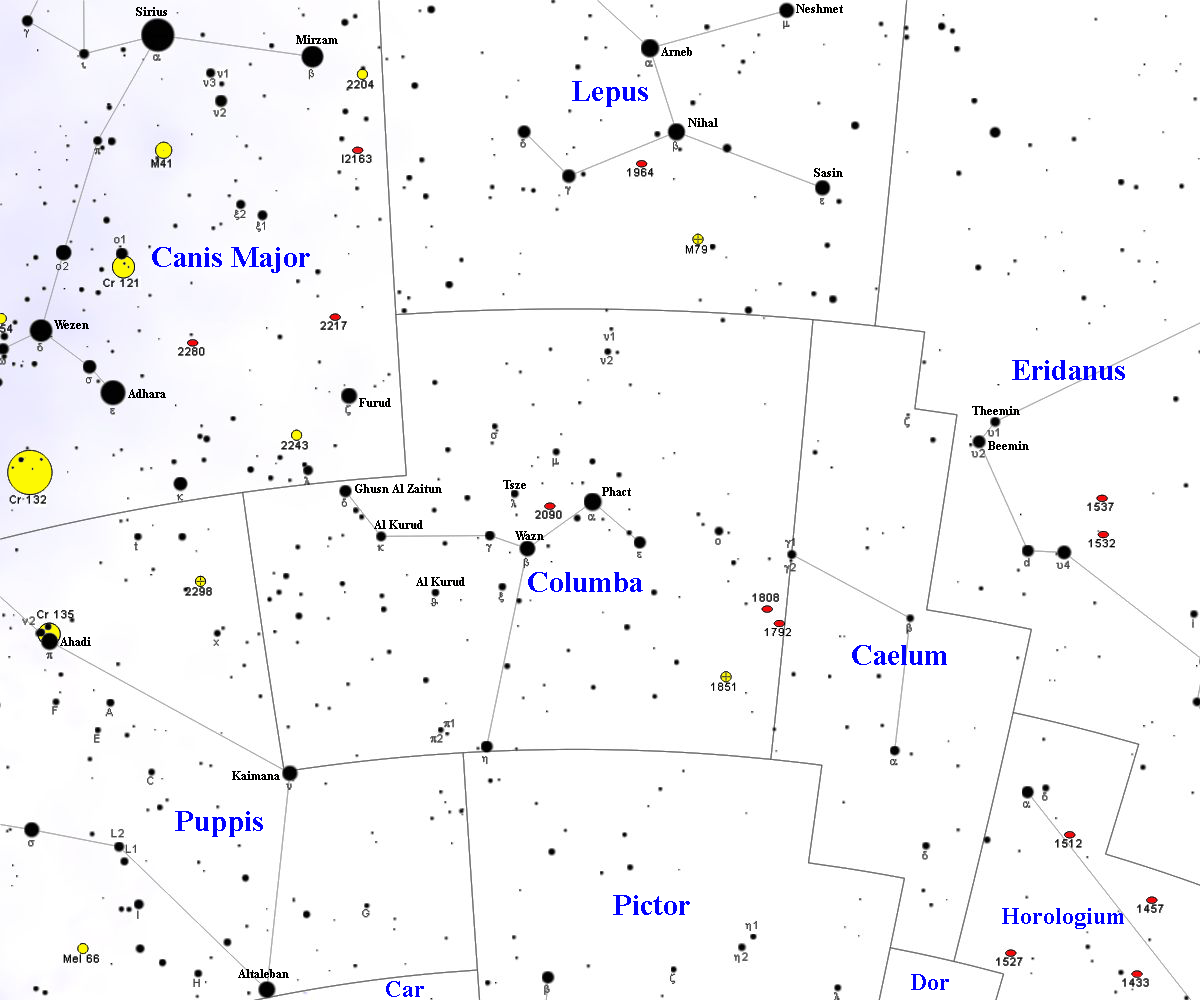
Mappa della costellazione della Colomba.

## Ammassi globulari
- NGC 1851

## Galassie
- ESO 306-17 (gruppo di galassie)
- NGC 1792
- NGC 1800
- NGC 1808
- NGC 1811
- NGC 1812
- NGC 1827
- NGC 1879
- NGC 1989
- NGC 1992
- NGC 2049
- NGC 2090
- NGC 2188
- NGC 2255

## Gruppi di galassie
- Gruppo di NGC 1800